# Mischocyttarus ypiranguensis
Mischocyttarus ypiranguensis är en getingart som beskrevs av Fonseca 1926. Mischocyttarus ypiranguensis ingår i släktet Mischocyttarus och familjen getingar. Inga underarter finns listade i Catalogue of Life.